# Lijst van militaire installaties in Nederland
Deze lijst van militaire installaties in Nederland geeft een overzicht van de militaire installaties in zowel Nederland als de Caribische delen van het Koninkrijk der Nederlanden.

## Vliegbases
- Vliegbasis Eindhoven
- Vliegbasis Gilze-Rijen
- Vliegbasis Leeuwarden
- Luitenant-generaal Bestkazerne (Voormalig luchtmachtbasis De Peel)
- Vliegbasis Volkel
- Vliegbasis Woensdrecht
- Vliegbasis Deelen (MLT Deele)

- Vliegveld De Kooy (Maritiem Vliegkamp De Kooy)

## Marinebases
- Nieuwe Haven (Complex Nieuwe Haven)
- Koninklijk Instituut voor de Marine (KIM)
- Fort Erfprins (Marinekazerne Erfprins)
- Marine Etablissement Amsterdam
- Marinekazerne Amsterdam
- Marinebasis Parera
- Marinekazerne Suffisant
- Marinierskazerne Savaneta
- Marinesteunpunt Pointe Blanche

## Marinierskazernes
- Joost Dourleinkazerne
- Van Braam Houckgeestkazerne
- Van Ghentkazerne

## Kazernes
- Artillerie Schietkamp
- Bernhardkazerne
- Boostkazerne
- Du Moulinkazerne
- Engelbrecht van Nassaukazerne
- Generaal Majoor de Ruyter van Steveninckkazerne
- Generaal Spoorkazerne
- Generaal-Majoor Brugmankazerne
- Generaal-majoor Kootkazerne
- Jan van Schaffelaerkazerne
- Johan Willem Frisokazerne
- Johannes Postkazerne
- Kasteel van Breda
- Koningin Máximakazerne
- Korporaal Van Oudheusdenkazerne
- Kromhoutkazerne
- Majoor Mulderkazerne
- Oranjekazerne
- Prinses Margrietkazerne
- Soldaat Ketting Olivierkazerne
- Luitenant-kolonel Tonnetkazerne
- Van Hornekazerne
- Willem Lodewijk van Nassaukazerne
- Legerplaats Harskamp (Generaal Winkelmankazerne)
  - Infanterie Schietkamp
  - MC Harskamp
- Frederikkazerne
- Kamp Holterhoek
- Legerplaats Stroe
- Lunettenkazerne
- Sergeant-majoor Scheickkazerne
- Van Brederodekazerne
- Prins Claus Kazerne Duits-Nederlandse kazerne in Munster
- Hendrik van Nassau Ouwerkerkkamp
- Legerplaats Ermelo
- Legerplaats bij Oldebroek
- MC Rucphen
- MC Duivelsberg
- MC Lieshout
- MC Genie Basis Depot
- MC Vlissingen
- MC Bergen
- MC Lopik (Misschien gesloten)
- MC Oude Molen

## Munitiemagazijnen en logistieke complexen
- MMC Beetgumermolen
- MMC Staphorst
- MMC Coevorden
- MMC Hoenderloo II onderdeel van Infanterie Schietkamp Harskamp
- MMC de Kom
- Kamp Alphen (Munitiepark Alphen)
- MMC Ritthem
- MMC Veenhuizen
- MMC Ruinen zowel munitie opslag als magazijn
- Munitiedepot Bitgummolen
- LC Lettele
- LC Bathmen
- LC Kamp Soesterberg
- LC Maartensdijk
- LC Maaldrift
- Depot Markelo
- Depot Pernis
- Depot Klaphek
- Depot Leeuwarden (Misschien DPO Depot Deinum)

- Depot Best

- TLP Markelo

- BLP Leeuwarden
- Afsluiter Best
- Afsluiter Europoort
- Afsluiter Zevenhuizen
- Afsluiter Veldhoven
- Afsluiter Linne
- Afsluiter Wittem
- Afsluiter Klaaswaal
- Manifold Pernis

## Marechausseebrigades
- Brigade Koninklijke Marechaussee Brabant-Noord/Limburg-Noord
- Brigade Koninklijke Marechaussee Brabant-Zuid
- Brigade Koninklijke Marechaussee Buitenland Missies
- Brigade Object Beveiliging Koninklijke Marechaussee, Koningin Beatrixkazerne
- Brigade Koninklijke Marechaussee Drenthe-IJsselstreek
- Brigade Koninklijke Marechaussee Drenthe-IJsselstreek, Groningen Airport Eelde
- Brigade Koninklijke Marechaussee Grensbewaking
- Brigade Koninklijke Marechaussee Hoog Risico Beveiliging
- Brigade Koninklijke Marechaussee Krijgsmacht en Operationele Ondersteuning
- Brigade Koninklijke Marechaussee Limburg-Zuid
- Brigade Koninklijke Marechaussee Noord-Holland
- Brigade Koninklijke Marechaussee Oostgrens-Midden
- Brigade Koninklijke Marechaussee Oostgrens-Noord
- Brigade Koninklijke Marechaussee Operationele Service en Support
- Brigade Koninklijke Marechaussee Politie en Beveiliging
- Brigade Koninklijke Marechaussee Recherche
- Brigade Koninklijke Marechaussee Scheldestromen
- Brigade Koninklijke Marechaussee Speciale Beveiligingsopdrachten
- Brigade Koninklijke Marechaussee Toezicht Beveiliging Burgerluchtvaart
- Brigade Koninklijke Marechaussee Utrecht
- Brigade Koninklijke Marechaussee Veluwe
- Brigade Koninklijke Marechaussee Vreemdelingenzaken
- Brigade Koninklijke Marechaussee Waddengebied
- Brigade Koninklijke Marechaussee Zuid-Holland

- Koning Willem III-kazerne
- Koningin Beatrixkazerne

## Oefenterreinen
- 't Harde
- Arnhemse Heide
- Artillerie Schietkamp
- Baggelhuizen
- Beekhuizerzand
- Breezand (werkeiland) (Sb Breezanddijk)
- Crayelheide (ook Kraijelheide)
- Crèvecoeur
- De Dellen
- De Haar
- De Kamp
- De Stompert
- De Vijf Eiken
- De Vlasakkers
- De Zande
- Eder Heide
- Ederheide
- Engelsche Gat
- Ermelose Heide
- Galderse Heide
- Garderenseveld
- Ginkelse Heide
- Gorsselse Heide
- Havelte Oost (Misschien hernoemd naar Holtingerveld)
- Havelte West
- Het Groote Veld
- Heumensoord (Schietbaan Heumensoord)
- Kruispeel en Achterbroek
- Langenboom
- Leusderheide
- Marnehuizen (militair oefendorp)
- Marnewaard
- Noorderhaaks
- Oirschotse Heide
- Olst-Welsum
- Oostdorp oefendorp
- Ossendrechtse Heide
- Oude Kamp
- Overdiepsepolder
- Reekse Heide
- Rucphense Heide
- Scherpenberg
- Schinveld
- Sparrendaal
- Stroese Zand
- Vlakte Van Waalsdorp
- Vliehors
- Vrachelse Heide
- Vughterheide
- Vughtse Heide
- Weerterheide
- Wezeperberg
- Witterveld
- Woensdrechtse Heide
- Woldberg
- Engelense Gat
- Springterrein Schaijk
- Sb Petten
- Sb Weert
- Schietterrein Petten
- Schietrange Vliehors
- Sb Harderwijk
- Sb Witten
- Schietterrein Witterhaar

## Zend- en radarinstallaties
- Antennepark Terschelling
- Radiopeilgebouw Eibergen
- Antennepark Appingedam
- Antennepark Eemnes
- Antennepark Kornwerderzand
- Antennepark Ouddorp (Misschien Marine Radio Zendstation Goeree of Echelon in Ouddorp)
- Antennepark Eibergen
- Antennepark Hoorn
- Antennelocatie Huisduinen
- Antennepark Huisduine
- Antennepark Noordwijk (Radio Nora)
- Antennelocatie IJmuiden
- Antennepark Schoorl
- Antennepark Julianadorp
- Antennepark Scharendijke
- Antennelocatie Westkapelle
- Antennepark Schiermonnikoog
- Antennepark Zeewolde
- Antennelocatie Scheveningen
- Zendercomplex te Ried
- Zendercomplex LVL/GL Twente
- Zendercomplex Burum
- Radarpost Wier
- Mass-Radarcomplex Soesterberg
- Mass-Radarcomplex Twente
- Radarlocatie Herwijnen

- Satellietgrondstation NSO

## Buitenlandse bases en samenwerkingsverbanden
- POMS Eygelshoven
- US Air Force & Coast Guard on Curaçao International Airport
- Kamp Nieuw-Milligen
- AOCS Nieuw-Milligen
- Allied Joint Force Command Brunssum
- USAG Brunssum
  - US Coast Guard Activities Europe

- NIC Brunssum
- NCIA (NATO Communications and Information Agency)
- Civil-Military Cooperation Centre of Excellence

## Overigen
- Centrum voor Mens en Luchtvaart
- Centraal Militair Hospitaal
- Koninklijk Tehuis voor Oud-Militairen en Museum Bronbeek
- Korporaal van Oudheusdenkazerne
- Landgoed De Zwaluwenberg
- Militair Revalidatie Centrum Aardenburg
- Nederlandse Defensie Academie
- Nederlands Instituut voor Militaire Historie
- Trip van Zoudtlandtkazerne
- Kromhout Kazerne
- Kamp De Kiek
- Kamp Letteboer
- Walaardt Sacré kamp
- Camp Innovation op Defensiecomplex Ede Driesprong
- Complex Bassingracht
- Magazijnencomplex Vrijland Noord
- Tentenkamp Schaarsbergen
- PMO Eemshaven

- Complex Twente
- Complex Terschelling
- Complex Groot Heidekamp
- Complex Klein Heidekamp

- Fort Crevecoeur

- Afstotingscomplex Vriezenveen

- Camp New Amsterdam (Vliegbasis Soesterberg)